# Tadeusz Martusewicz (geodeta)
Tadeusz Martusewicz (ur. 20 lutego 1935 w Sadownem, zm. 6 lutego 2016) – polski geodeta, działacz Polskiego Towarzystwa Turystyczno-Krajoznawczego (PTTK).

## Życiorys
Był absolwentem Szkoły Mierniczej w Warszawie. Od 1957 związany był z Warszawskim Przedsiębiorstwem Geodezyjnym gdzie pełnił między innymi funkcję kustosza Muzeum Geodezji przy WPG S.A, jednocześnie od 1957 roku był także działaczem PTTK. Piastował między innymi funkcje członka Zarządu Głównego PTTK, był również Członkiem Honorowym PTTK.

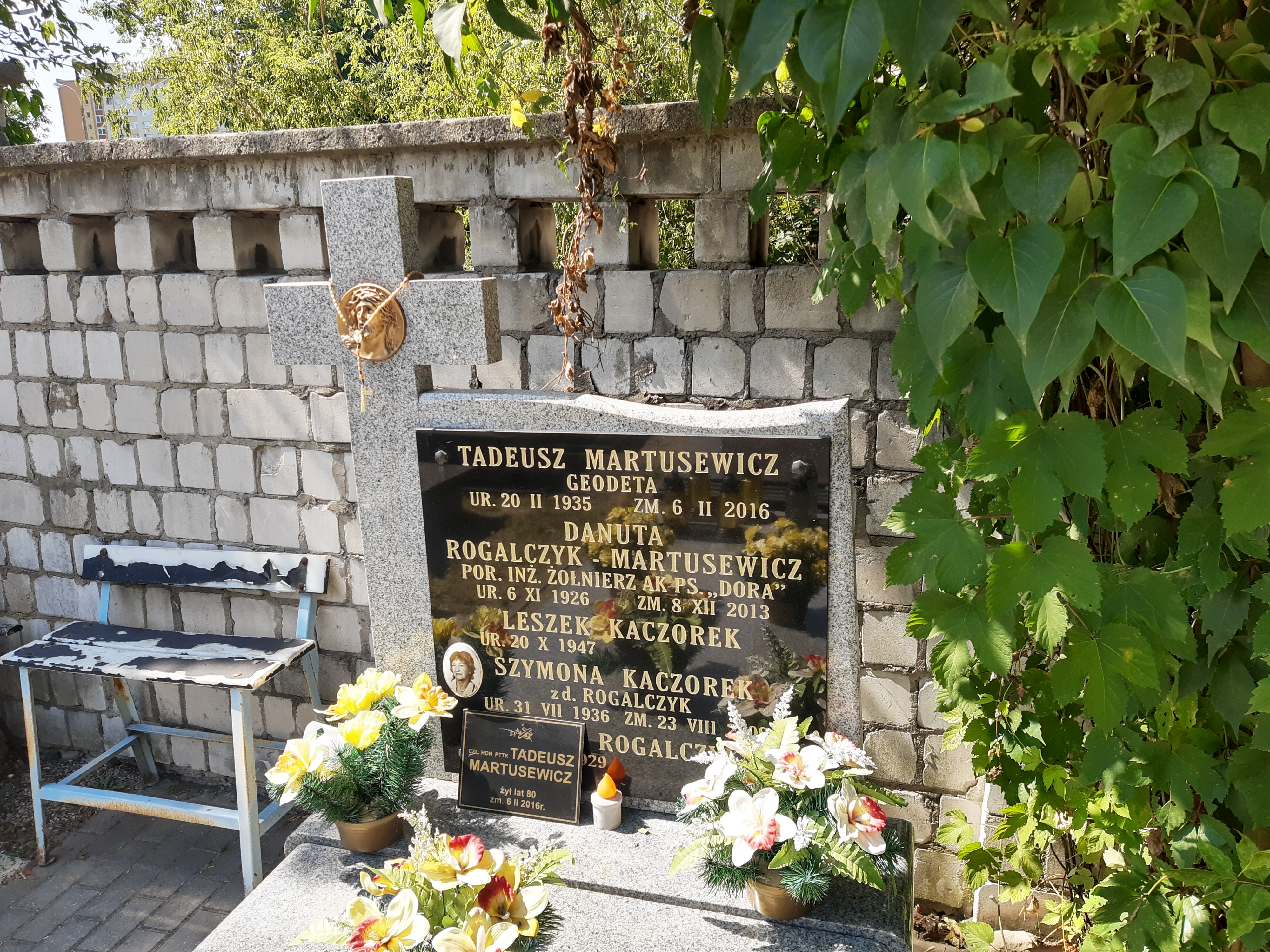
Grób Tadeusza Martusewicza na cmentarzu Wawrzyszewskim

## Wybrane odznaczenia
- Krzyż Oficerski Orderu Odrodzenia Polski[1],
- Medal „Pro Memoria”[1]